# 米森海默 (北卡羅萊納州)
米森海默（英語：Misenheimer）是一個位於美國北卡羅萊納州斯坦利縣的城鎮。

## 人口
根據2020年美國人口普查的數據，米森海默的面積為4.20平方千米，皆為陸地。當地共有人口650人，而人口密度為每平方千米155人。